# Sazená
Sazená (Duits: Sasena) is een Tsjechische gemeente in de regio Midden-Bohemen en maakt deel uit van het district Kladno. Het dorp ligt op 7,5 km afstand van Kralupy nad Vltavou en op 4,5 km afstand van Velvary. Verder ligt het dorp vlakbij vliegveld Sazená.
Sazená telt 356 inwoners (2023).

## Geografie
De Bakovskýbeek stroomt door het dorp.

## Geschiedenis
Het gebied van Sazená en omstreken werd al tijdens de prehistorie bewoond, hetzij niet continu, zoals kan worden afgeleid uit de archeologische vondsten. De eerste schriftelijke vermelding van het dorp dateert echter uit 1295, toen de landheren Theodorik en Držkraj er woonden.
In de 14e eeuw behoorde het dorp toe aan andere edellieden, maar verdere specifieke vermeldingen dateren uit 1396. In 1421 namen enkele burgers uit Praag het dorp in bezit. Dit hield stand tot 1432.
Vanaf de tweede helft van de 15e eeuw was Sazená waarschijnlijk in handen van enkele ridders. In 1467 had de Augustijner orde uit Pšovka (bij Mělník) ook enkele grondbezitters in het dorp. Uit verslagen blijkt dat Sazená lange tijd uit twee of drie delen bestond die aan verschillende eigenaren toebehoorden. In 1513 werd het dorp volledig platgebrand.
In de eerste helft van de 16e eeuw behoorde Sazená tot de Oude Stad van Praag. In 1547 moest de gemeente de delen van Sazená afstaan aan de koninklijke kamer en vervolgens werden ze in 1548 door keizer Ferdinand I verkocht aan Florián Gryspek. Deze heer voegde Sazená bij zijn landgoed Nelahozeves, dat hij sinds 1544 aan het bouwen was. Tijdens het bewind van de Gryspeks, in 1606, werd het kasteel van Sazená voltooid. Ook werd een brouwerij geopend.
In de daaropvolgende jaren bleef het dorp zich ontwikkelen. In 1757 werd het dorp verkocht aan de Premonstratenzers in Doksany. De brouwerij raakte langzaam in verval, maar er werd ook gebouwd: zo kwam er een grote graanschuur en schaapskooi bij. De oude Saksische brug, versierd met beelden, werd herbouwd. Het kasteel, de molen en andere gebouwen werden hersteld. Sazená bereikte zijn hoogtepunt rond 1773. In 1782 werd het klooster in Doksany opgeheven door keizer Jozef II. Daarop werd het dorp verkocht aan Ferdinand Kinští en diens familie, die het samenvoegde met Zlonice.
In 1810 vond de grootste brand in de geschiedenis van Sazená plaats. 30 gebouwen, dat wil zeggen meer dan de helft, brandden af. Met hulp van Kinští herstelde het dorp zich echter snel. Een van de drukste jaren in de geschiedenis was het jaar 1813, toen eindeloze stromen troepen hierheen marcheerden, op weg naar de veldslagen van Dresden, Chlumec en Leipzig. Na de Napoleontische oorlogen keerde de rust terug.
Na de afschaffing van het feodalisme in 1848, werd het dorp opgedeeld in twee delen binnen Zlonice. De familie Kinský bleef echter landeigenaar van de gronden tot aan de val van Oostenrijk-Hongarije.
Sinds 1960 is Sazená een zelfstandige gemeente binnen het district Kladno.

## Verkeer en vervoer

### Autowegen
Er leiden enkele regionale wegen naar het dorp. Op 2,5 km afstand ligt snelweg D8 die Sazená verbindt met Praag enerzijds en Ústí nad Labem anderzijds. Bij afslag 18 (Nová Ves) ligt tevens weg I/16 die Sazená met Slaný en Mělník verbindt.

### Spoorlijnen
Er is geen spoorlijn of station in het dorp. Het dichtstbijzijnde station is Nové Ouholice, op 3 km afstand. Dat station ligt aan spoorlijn 091 Praag - Kralupy nad Vltavou - Vraňany (- Děčín). Op 4 km afstand ligt tevens station Velvary aan spoorlijn 111 Kralupy nad Vltavou - Velvary.

### Buslijnen
Er is één gelijknamige bushalte in Sazená, die bediend wordt door lijn 617 Kralupy nad Vltavou - Slaný van vervoerder ČSAD Slaný. Op werkdagen is er een regelmatige 1- á 2-uursdienst; in het weekend slechts vier ritten per dag.

## Bezienswaardigheden
- Watermolen, na enkele reconstructies uitgevoerd in barokstijl;
- Kasteel van Sazená (kasteel), een kasteel uit 1606 met bewaard gebleven beschilderd plafond uit de renaissance;[4]
- Klokkentoren;
- Saksische brug, versierd met beelden.

## Bekende inwoners
- Antonín Strnad (1746-1799), meteoroloog, hoogleraar en rector van de Karelsuniversiteit (hier overleden);
- Josef Lev (1832-1898), operazanger en componist;
- Klement Šilinger (1887-1951), vooraanstaand Slowaaks architect;
- František Slabý (1863-1919), schilder van de lokale regio en het dorpsleven.

## Galerĳ

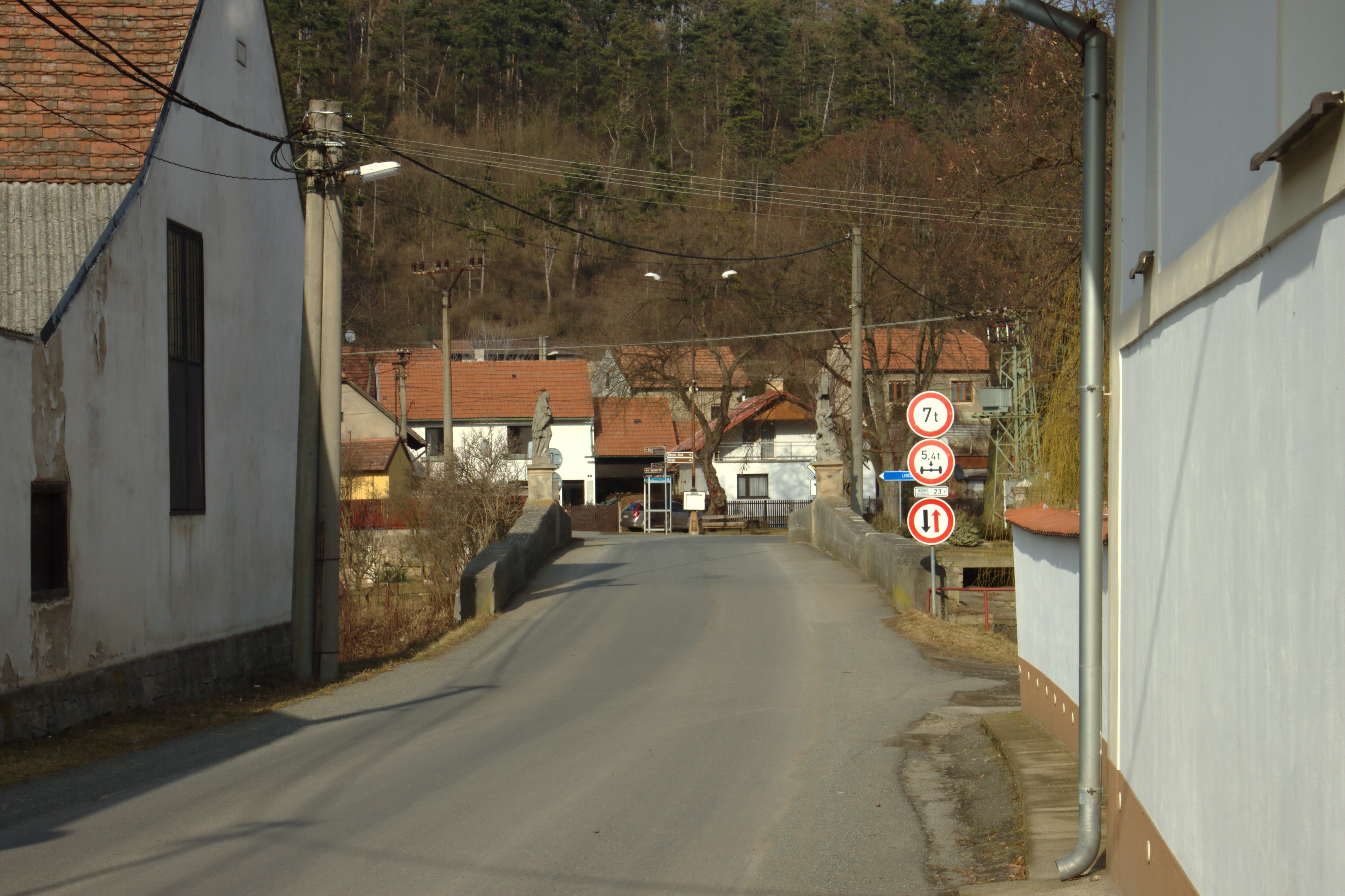
Straat in Sazená (1)
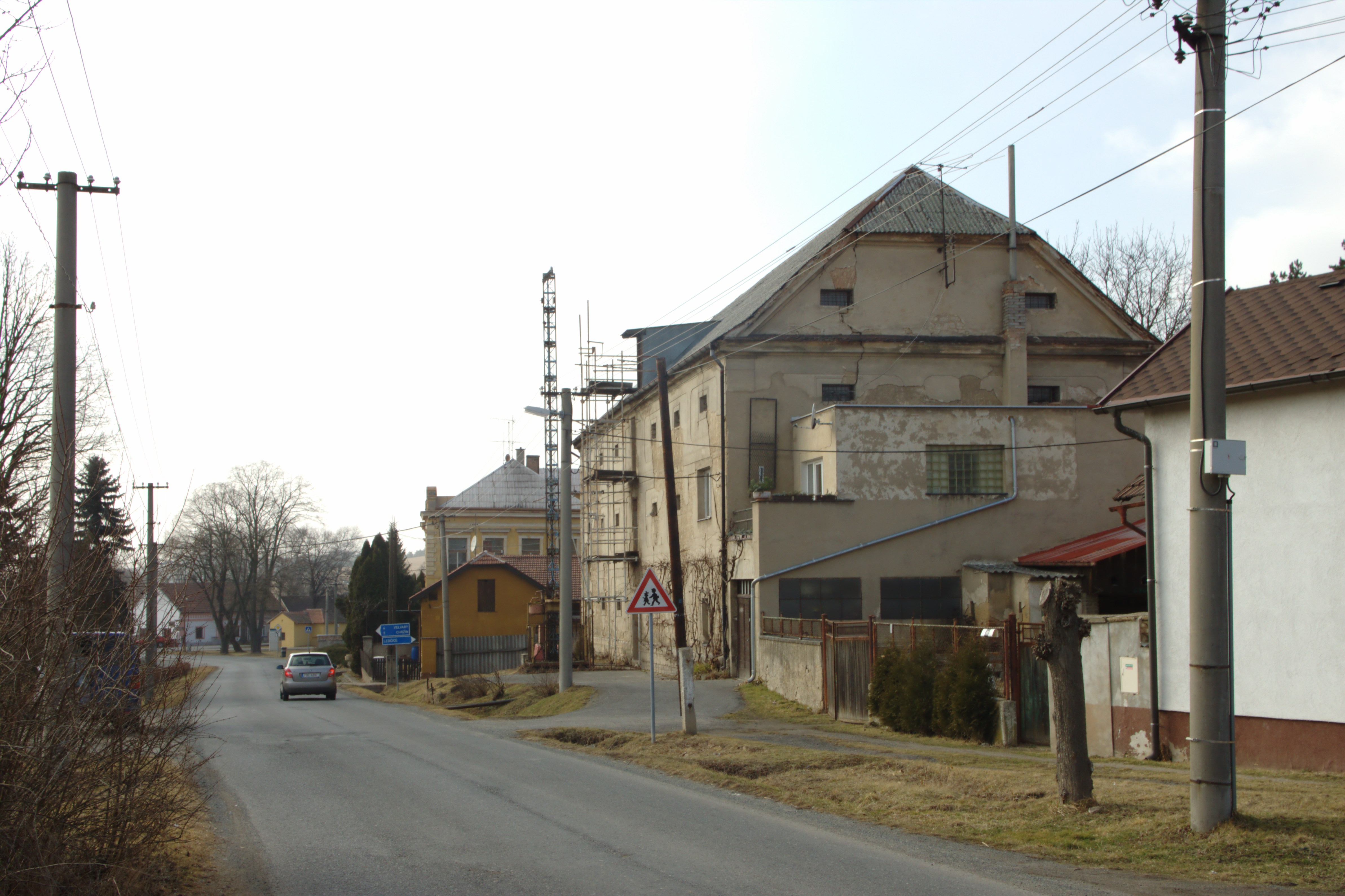
Straat in Sazená (2)
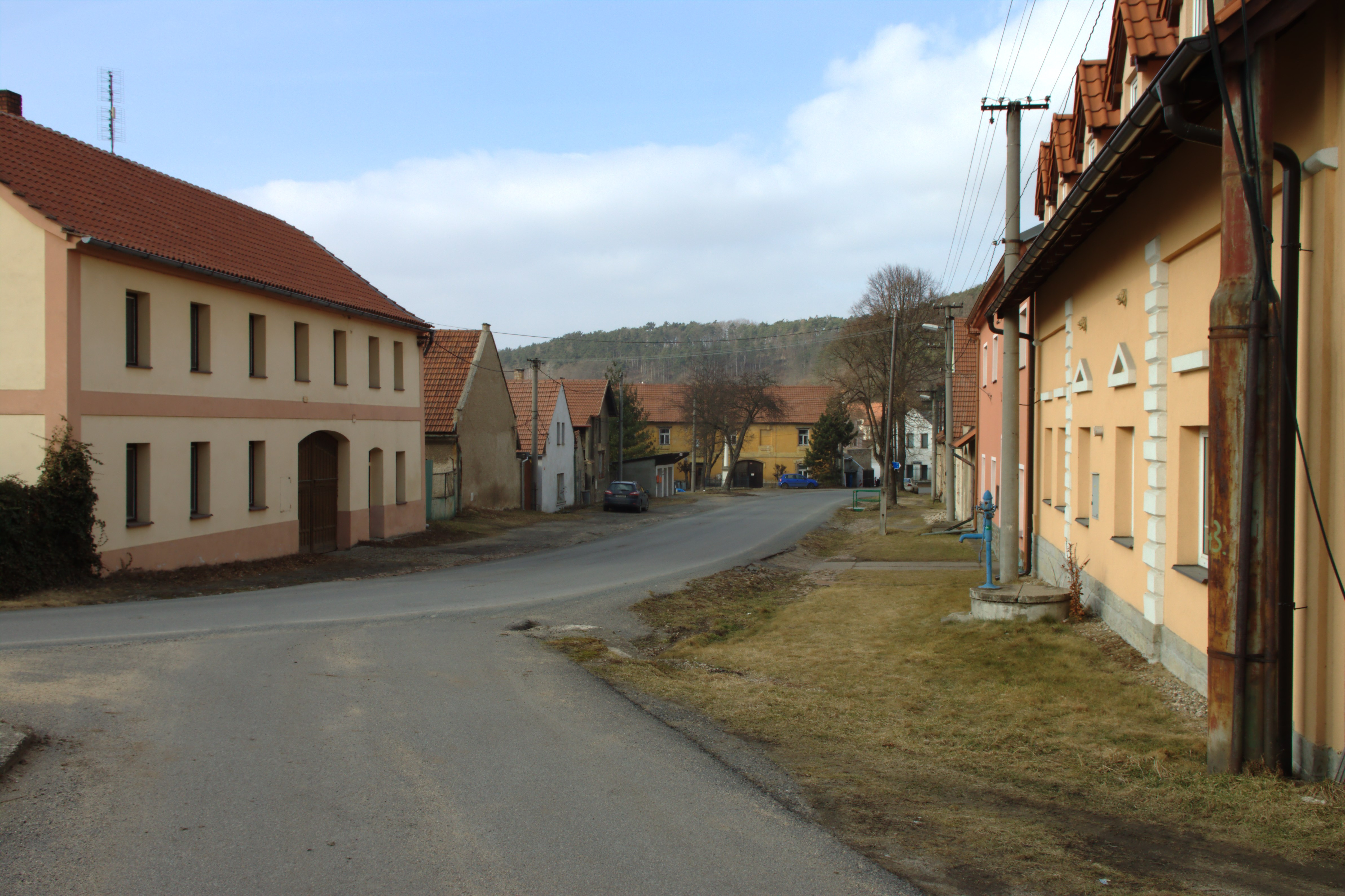
Straat in Sazená (3)
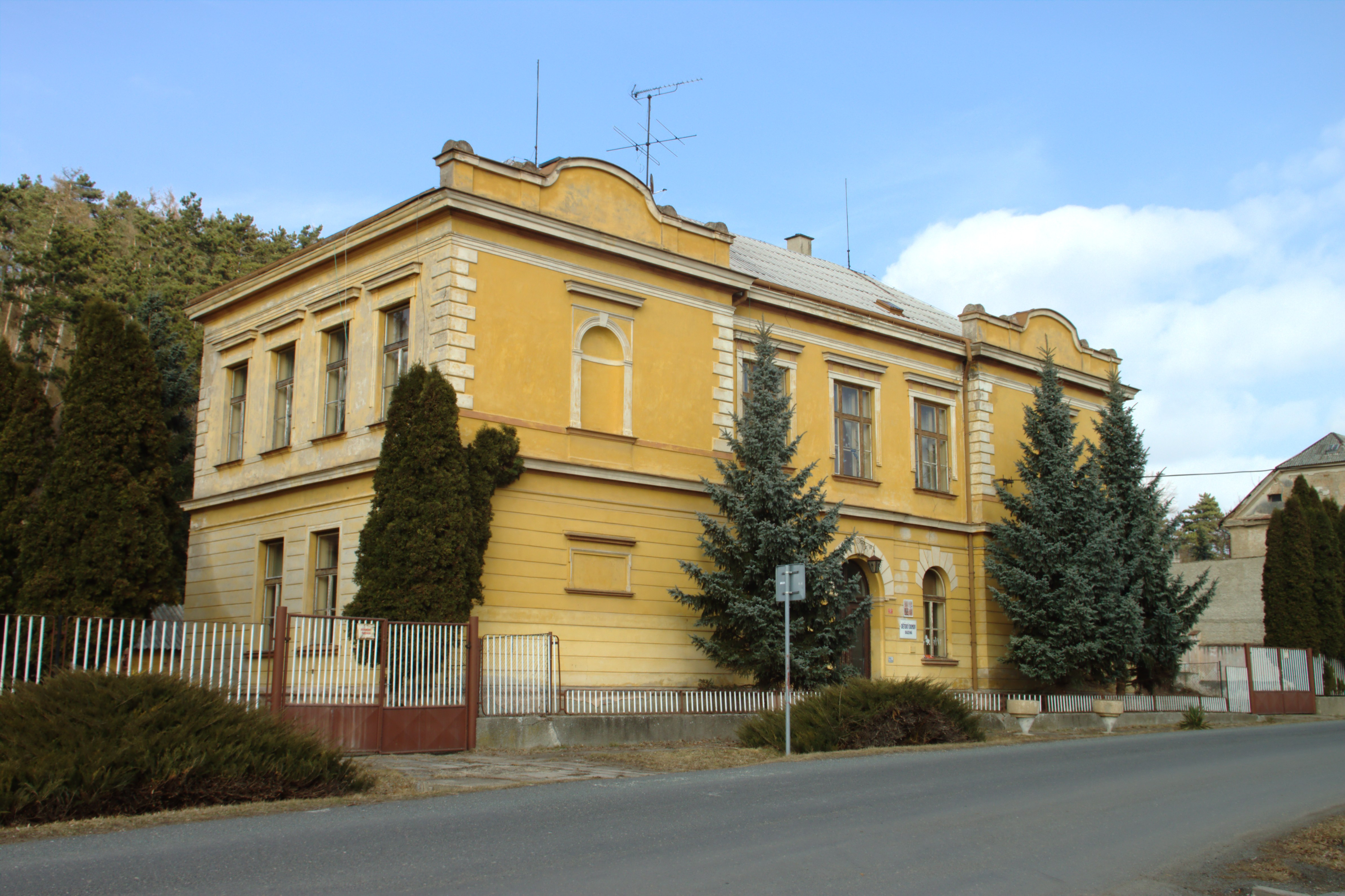
Gebouw in Sazená
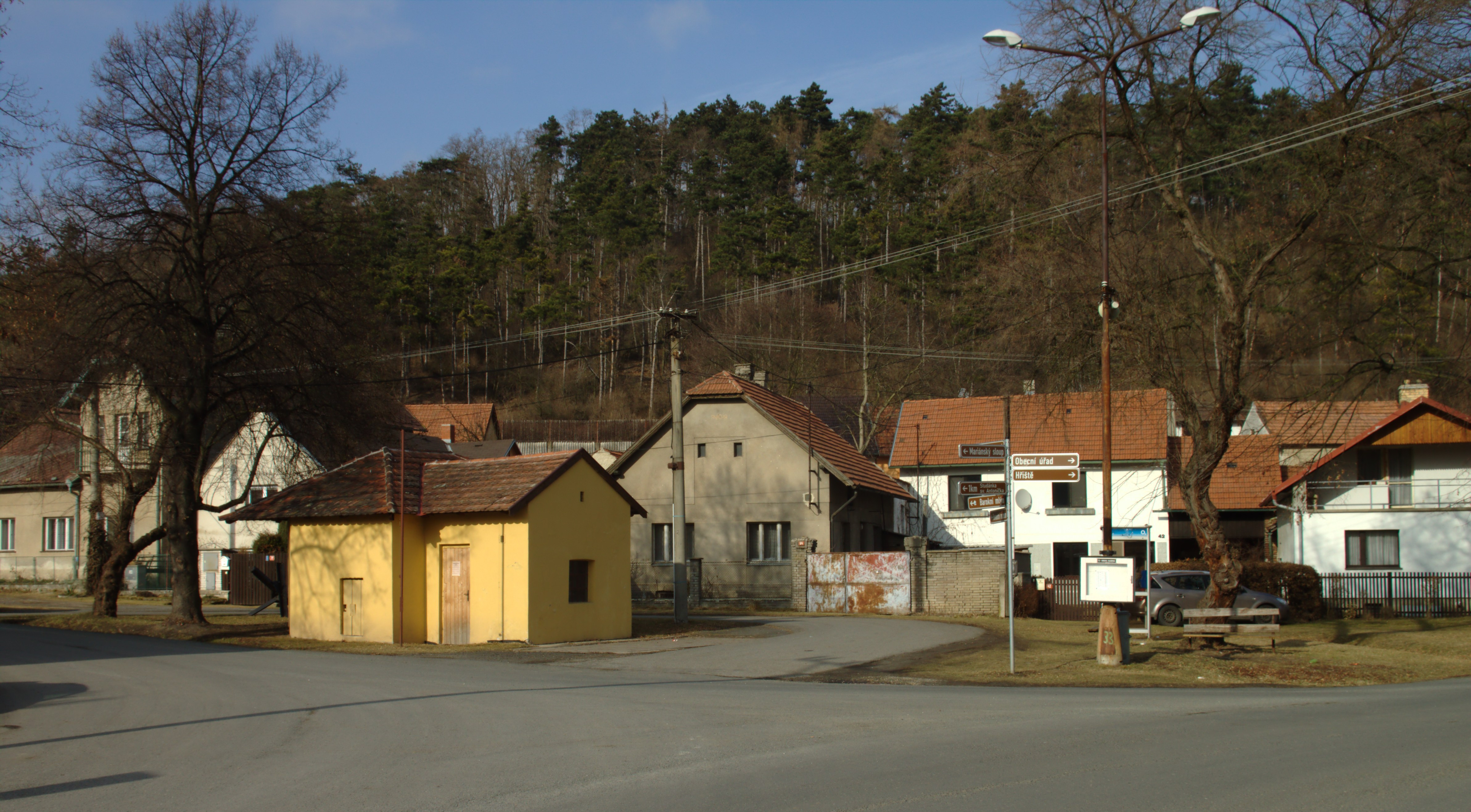
Kruispuint in Sazená
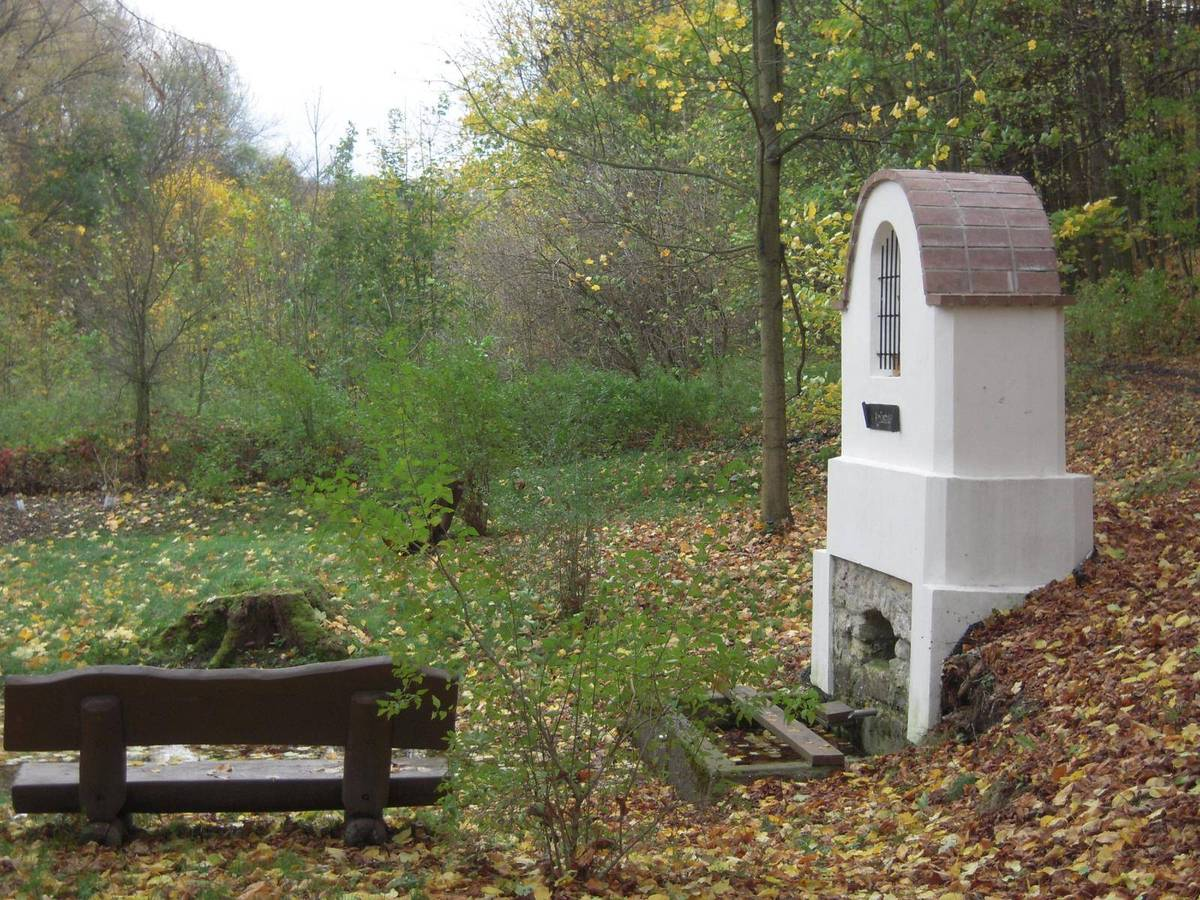
Boskapel